# Hóquei no gelo nos Jogos Olímpicos de Inverno de 1924
O hóquei no gelo nos Jogos Olímpicos de Inverno de 1924 foi disputado por equipes de oito países, que se dividiram em dois grupos. As duas melhores equipes de cada grupo avançaram à fase final.

## Medalhistas
|  | CAN Canadá |  | USA Estados Unidos |  | GBR Grã-Bretanha |
|  | Jack Cameron Ernie Collett Albert McCaffery Harold McMunn Dunc Munro Beattie Ramsay Cyril Slater Hooley Smith Harry Watson |  | Clarence Abel Herbert Drury Alphonse Lacroix John Langley John Lyons Justin McCarthy Willard Rice Irving Small Frank Synott |  | William Anderson Lorne Carr-Harris Colin Carruthers Eric Carruthers Guy Clarkson Ross Cuthbert George Holmes Hamilton Jukes Edward Pitblado Blane Sexton |

## Resultados

### Grupo A
| Equipe             | J | V | D | GP | GC |
| ------------------ | - | - | - | -- | -- |
| CAN Canadá         | 3 | 3 | 0 | 85 | 0  |
| SWE Suécia         | 3 | 2 | 1 | 18 | 25 |
| TCH Checoslováquia | 3 | 1 | 2 | 14 | 41 |
| SUI Suíça          | 3 | 0 | 3 | 2  | 53 |

| 28/01 | SWE Suécia         | 9:0 (3:0,3:0,3:0)    | Suíça SUI          |
| 28/01 | CAN Canadá         | 30:0 (8:0,14:0,8:0)  | Checoslováquia TCH |
| 29/01 | CAN Canadá         | 22:0 (5:0,7:0,10:0)  | Suécia SWE         |
| 30/01 | CAN Canadá         | 33:0 (8:0,11:0,14:0) | Suíça SUI          |
| 31/01 | SWE Suécia         | 9:3 (5:1,1:1,3:1)    | Checoslováquia TCH |
| 01/02 | TCH Checoslováquia | 11:2 (4:0,3:2,4:0)   | Suíça SUI          |

### Grupo B
| Equipe             | J | V | D | GP | GC |
| ------------------ | - | - | - | -- | -- |
| USA Estados Unidos | 3 | 3 | 0 | 52 | 0  |
| GBR Grã-Bretanha   | 3 | 2 | 1 | 34 | 16 |
| FRA França         | 3 | 1 | 2 | 9  | 42 |
| BEL Bélgica        | 3 | 0 | 3 | 8  | 45 |

| 28/01 | USA Estados Unidos | 19:0 (9:0,6:0,4:0)  | Bélgica BEL        |
| 29/01 | FRA França         | 2:15 (1:5,1:3,0:7)  | Grã-Bretanha GBR   |
| 30/01 | GBR Grã-Bretanha   | 19:3 (8:1,6:1,5:1)  | Bélgica BEL        |
| 30/01 | FRA França         | 0:22 (0:12,0:1,0:9) | Estados Unidos USA |
| 31/01 | FRA França         | 7:5 (3:3,3:1,1:1)   | Bélgica BEL        |
| 31/01 | USA Estados Unidos | 11:0 (6:0,2:0,3:0)  | Grã-Bretanha GBR   |

### Fase final
| Equipe             | J | V | D | GP | GC |
| ------------------ | - | - | - | -- | -- |
| CAN Canadá         | 3 | 3 | 0 | 47 | 3  |
| USA Estados Unidos | 3 | 2 | 1 | 32 | 6  |
| GBR Grã-Bretanha   | 3 | 1 | 2 | 6  | 33 |
| SWE Suécia         | 3 | 0 | 3 | 3  | 46 |

Os resultados da primeira fase entre países do mesmo grupo são levados para a segunda fase:
| 29/01 | CAN Canadá         | 22:0 (5:0,7:0,10:0) | Suécia SWE       |
| 31/01 | USA Estados Unidos | 11:0 (6:0,2:0,3:0)  | Grã-Bretanha GBR |

Outras quatro partidas foram realizadas:
| 01/02 | CAN Canadá         | 19:2 (6:2,6:0,7:0) | Grã-Bretanha GBR   |
| 01/02 | USA Estados Unidos | 20:0 (5:0,7:0,8:0) | Suécia SWE         |
| 02/02 | GBR Grã-Bretanha   | 4:3 (0:1,2:2,2:0)  | Suécia SWE         |
| 03/02 | CAN Canadá         | 6:1 (2:1,3:0,1:0)  | Estados Unidos USA |

## Classificação final
| Pos.   | País               |
| ------ | ------------------ |
| Ouro   | CAN Canadá         |
| Prata  | USA Estados Unidos |
| Bronze | GBR Grã-Bretanha   |
| 4      | SWE Suécia         |
| 5      | TCH Checoslováquia |
| 6      | FRA França         |
| 7      | SUI Suíça          |
| 8      | BEL Bélgica        |